# Longshancultuur
De Longshancultuur (Chinees: 龍山 文化 / 龙山 文化, Pinyin: Lóngshān wénhuà, omstreeks 3200 tot 1850 v.Chr.) was een laat-neolithische cultuur aan de midden- en benedenloop van de Gele Rivier in China. Ze is vernoemd naar de stad Longshan in het district Zhangqiu van de provincie Shandong, waar in 1929 de eerste vondsten van deze cultuur werden gedaan. Ze werd voorafgegaan door de Yangshaocultuur (5000-2000 v.Chr.) en was een directe voorloper van de Shang-cultuur, welke algemeen als de eerste dynastie van China wordt gezien. Het begin van de bronstijd (ca. 2000 v.Chr. in Gansu) markeerde rond 1800 v.Chr. haar einde. 
Kenmerkend voor de cultuur was een speciaal type aardewerk met een glanzend zwart of grijs oppervlak, weinig decoratie, en vaak  zo dunwandig als een eierschaal. Aanvankelijk werd grijs aardewerk met koord-, mat- of inkepingsdecor gebruikt, vaak met zwarte decoraties op een rode ondergrond. Daarna verspreidde zich een fijn, hard, dunwandig en glanzend zwart aardewerk dat als karakteristiek voor Longshan werd beschouwd. Het wordt echter alleen in Shandong vaak gevonden, elders overwoog grover en anders gekleurd aardewerk. Het zwarte aardewerk werd opgevolgd door een erop lijkend maar grijs aardewerk, met een eveneens dunne wand maar andere decoraties, gevonden in Xiaodun (Shanxi).  
Longshan-aardewerk was het eerste aardewerk in China dat met een pottenbakkersschijf werd gemaakt. Bij het eerdere Yangshao-aardewerk zijn daar nog geen aanwijzingen voor. Naast andere vormen wordt ook een type vaatwerk met drie poten, de ding, gevonden, welk in de bronstijd in metaal werd nagebootst.
Tijdens de Longshancultuur ontstonden permanente dorpen met muren van stampleem, op heuvels langs de rivieren. Uit dergelijke dorpen ontwikkelden zich tijdens de Shang-periode verschillende machtscentra. De voorafgaande Yangshao-dorpen werden daarentegen slechts tijdelijk bewoond. Er werden varkens, schapen en runderen gehouden, maar geen paarden. De rijstteelt verspreidde zich.
De Longshancultuur was patriarchaal, zoals te zien aan de positie van de skeletten in de graven waarin de vrouw bij de man werd geplaatst. Daarentegen lijkt de eerdere Yangshaocultuur eerder matriarchaal.
Er zijn ook siervoorwerpen uit jade gevonden. Dit betekent dat zich tijdens de Longshan-periode een bovenklasse ontwikkelde, wiens bestaan ook tot uiting komt in de graven.
Een ander kenmerk van de Longshancultuur is het ontstaan van het bot-orakel (scapulomantie), waarbij botten werden doorboord en gloeiende stukken hout werden ingebracht om daarna de ontstane scheuren te interpreteren.
De neolithische bevolking van China bereikte tijdens de Longshanperiode haar hoogtepunt. Tegen het einde was er een scherpe daling, zoals blijkt uit een afname van het hoogwaardige zwarte aardewerk bij rituele begrafenissen.
Een reeks migraties bracht de Longshancultuur naar de middenloop van de Jangtsekiang, naar de Zuid-Chinese kust en al vroeg, dat wil zeggen rond 2500 v.Chr., naar Taiwan.